# Cirugía oculoplástica

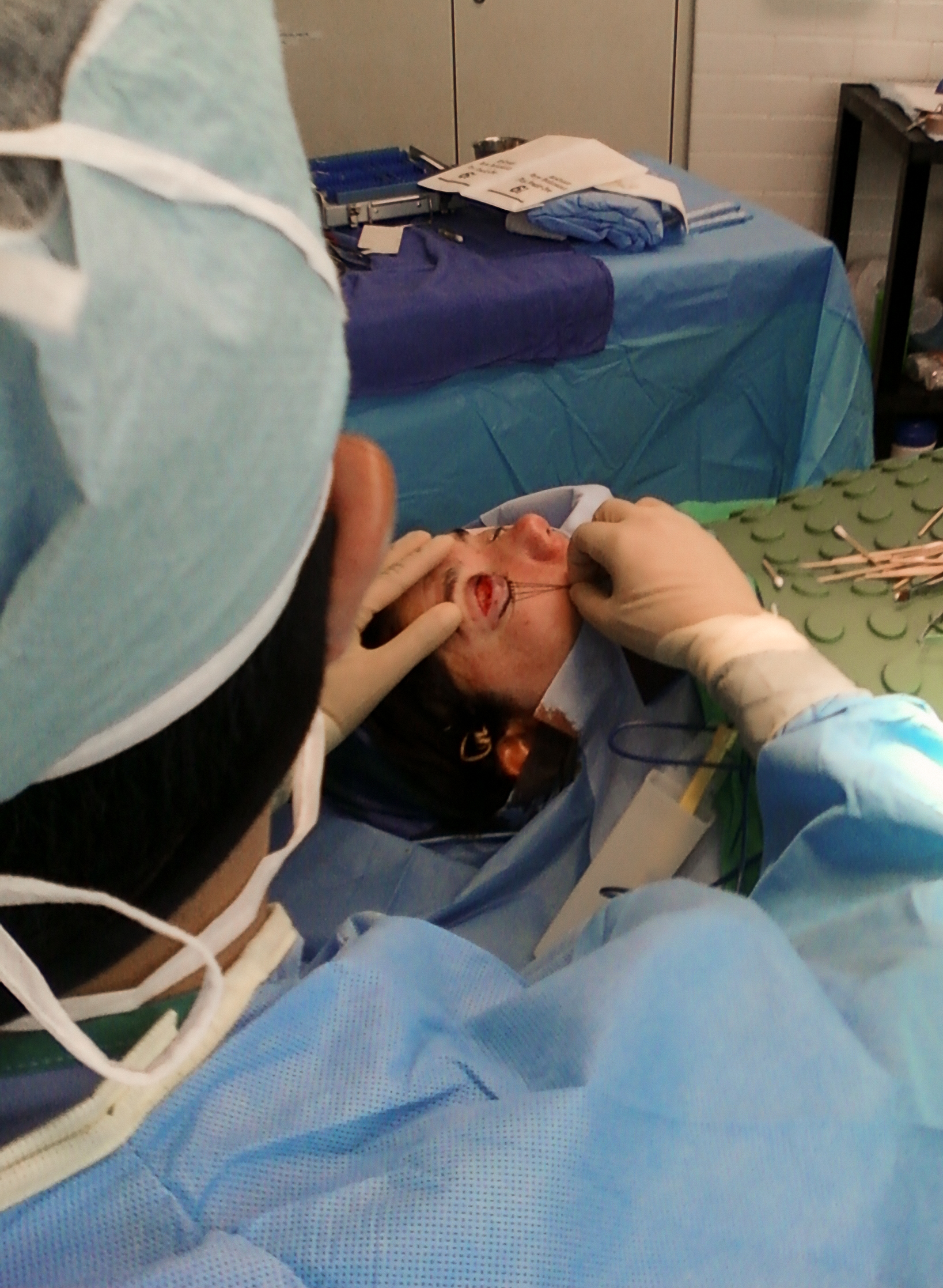
Cirujano oculoplástico revisando los párpados de un paciente.

La oculoplástica, o cirugía oculoplástica, incluye una amplia variedad de procedimientos quirúrgicos que se ocupan de la órbita (cavidad del ojo), los párpados, los conductos lagrimales y la cara. También se ocupa de la reconstrucción del ojo, o reconstrucción orbitaria, y estructuras asociadas, cuando lo requieren. Un cirujano oculoplástico es un oftalmólogo especializado.

## Procedimientos oculoplásticos
Los cirujanos oculoplásticos realizan procedimientos como la reparación de párpados caídos (blefaroplastia), reparación de obstrucciones de los conductos lagrimales, reparación de fracturas orbitarias, extirpación de tumores en y alrededor de los ojos, reconstrucción de párpados y facial.

### Cirugía de párpado
El entropión, el ectropión, la ptosis y los tumores de los párpados se tratan comúnmente mediante diversas formas de cirugía de los párpados.
- La blefaroplastia (levantamiento de ojos) es una cirugía plástica de los párpados para eliminar el exceso de piel o grasa subcutánea.[6]
- Reparación de ptosis por párpado caído.[7]
- Reparación de ectropión
- Reparación de entropión.[8]
- resección cantal
- Una cantectomía es la extirpación quirúrgica de tejido en la unión de los párpados superior e inferior.
- La cantólisis es la división quirúrgica del canto.
- La cantopexia es la fijación quirúrgica del canto.
- Una cantoplastia es una cirugía plástica en el canto.
- Una cantorrafia es la sutura del canto externo para acortar la fisura palpebral.
- Una cantotomía es la división quirúrgica del canto, generalmente el canto externo.
- Epicantoplastia
- La tarsorrafia es un procedimiento en el que los párpados se cosen parcialmente para estrechar la abertura (es decir, la fisura palpebral ).
- Extirpación de tumores de párpados (como el carcinoma de células basales o el carcinoma de células escamosas )
- Un procedimiento de Hughes

### Cirugía aparato lagrimal
- - Dacriocistorrinostomía externa o endoscópica (DCR) para la obstrucción del conducto nasolagrimal.[9]
  - Reparación de trauma canalicular (laceración canalicular)
  - La canaliculodacriocistostomía es una corrección quirúrgica de un conducto lagrimal bloqueado congénitamente en el que se extirpa el segmento cerrado y el extremo abierto se une al saco lagrimal.[10][11]
  - La canaliculotomía consiste en cortar el punto lagrimal y el canalículo para aliviar la epífora.
  - Una dacrioadenectomía es la extirpación quirúrgica de una glándula lagrimal.
  - Una dacriocistectomía es la extirpación quirúrgica de una parte del saco lagrimal.
  - Una dacriocistorrinostomía (DCR) o dacriocistorrinostomía es un procedimiento para restaurar el flujo de lágrimas hacia la nariz desde el saco lagrimal cuando el conducto nasolagrimal no funciona.
  - Una dacriocistostomía es una incisión en el saco lagrimal, generalmente para promover el drenaje.
  - Una dacriocistotomía es una incisión en el saco lagrimal.

### Eliminación de ojos
- - Una enucleación es la extirpación del ojo dejando intactos los músculos oculares y el resto del contenido orbitario.[12]
  - Una evisceración es la extracción del contenido del ojo, dejando intacta la capa escleral. Por lo general, se realiza para reducir el dolor en un ojo ciego.[13]
  - Una exenteración es la eliminación de todo el contenido orbitario, incluido el ojo, los músculos extraoculares, la grasa y los tejidos conectivos; generalmente para tumores orbitarios malignos.[14]

### Reconstrucción orbitaria
- Prótesis oculares (ojos artificiales)
- Prótesis orbitaria (reemplazo artificial del ojo y párpados dentro de la disciplina de Anaplastología ) para una órbita alargada.
- Descompresión orbitaria para la enfermedad de Graves
- Descompresión orbitaria para pacientes sin tiroides (solo estética).[15]
- Extirpación de tumores orbitales: extirpación de tumores alrededor del ojo que pueden comprometer la visión